# Club Baloncesto OAR Ferrol
Il Club Baloncesto OAR Ferrol fu una società cestistica avente sede a Ferrol, in Spagna. Fondata nel 1951, ha giocato per dieci anni nel massimo campionato spagnolo, la Liga ACB, e a tre edizioni della Coppa Korać. Si scolse nel 1996 per problemi economici.